# Lorimer Fison
Lorimer Fison (* 9. November 1832 in Barningham, Suffolk, England; † 29. Dezember 1907 in Essendon, Melbourne) war ein Missionar der Wesleyan Church, Anthropologe und Journalist. Er verfasste ein Werk über das alte Fidschi im Südpazifik, das als Klassiker der Ethnologie gilt.
Zusammen mit Alfred Howitt verfasst er das Werk Kamilaroi and Kurnai, das zu den Meilensteinen in der Entwicklung des Faches der Anthropologie zählt und worin die Autoren ihre eigenen innovativen Methoden mit denen ihres Mentors, des amerikanischen Anthropologen Lewis Henry Morgan, dem das Buch gewidmet ist, kombinierten. Einer der ersten britischen Leser des Buches war Charles Darwin, der es für so wichtig hielt, dass er umgehend Exemplare an die britischen Anthropologen John Lubbock und John McLennan schickte, die aufgrund ihrer Haltung gegenüber „primitiven“ Völkern zu den Hauptadressaten des Buches gehörten.

Das Verhältnis zwischen den australischen Aborigines und den Siedlern wird darin mit den folgenden, in den Rassetheorien der damaligen Zeit verhafteten Worten geschildert:

„In Australien begann dieses Aussterben der Ureinwohner mit der ersten Besiedlung. Man kann grob sagen, dass das Voranschreiten der Besiedlung, zumindest an der Grenze, durch eine Blutlinie gekennzeichnet war. Der tatsächliche Konflikt zwischen den beiden Rassen war von unterschiedlicher Intensität und Dauer, da sich die verschiedenen Eingeborenenstämme in ihrem geistigen und körperlichen Charakter unterschieden [...] Aber die Flut der Besiedlung ist auf einer immer breiter werdenden Linie vorangeschritten, hat die Eingeborenenstämme mit ihren ersten Wellen gebrochen und ihre Wracks mit ihrer Flut überwältigt.“

## Werke
- Tales from Old Fiji, London 1904 Digitalisat
- (mit A. W. Howitt): Kamilaroi and Kurnai: Group-marriage and relationship, and marriage by elopement: drawn chiefly from the usage of the Australian aborigines: also The Kurnai tribe, their customs in peace and war. With an introduction by Lewis H. Morgan. Melbourne, Sydney, Adelaide and Brisbane: George Robertson, 1880 Digitalisat